# (144) Вибилия
(144) Вибилия (лат. Vibilia) — довольно большой астероид главного пояса, принадлежащим к тёмному спектральному классу C, вследствие чего его поверхность богата различными простейшими углеродными соединениями. Вибилия возглавляет одноимённое семейство астероидов и является единственным крупным астероидом этого семейства. Этот астероид был обнаружен 3 июня 1875 года германо-американским астрономом К. Г. Ф. Петерсом в Клинтоне, США и назван в честь древнеримской богини путешествий Вибилии, в связи с тем что Петерс незадолго до открытия вернулся из поездки по всему миру, чтобы наблюдать прохождение Венеры по диску Солнца.

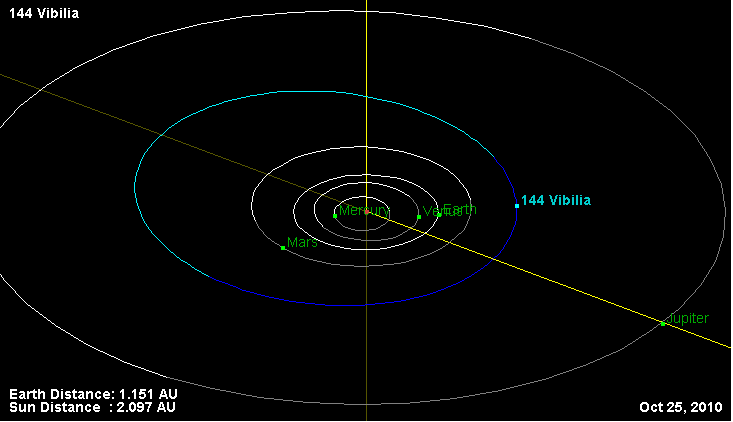
Орбита астероида Вибилия и его положение в Солнечной системе

Было зафиксировано два покрытия звёзд этим астероидом в 1993 и в 2001 годах.